# Zenillia quadrisetosa
Zenillia quadrisetosa är en tvåvingeart som först beskrevs av Charles Howard Curran 1938.  Zenillia quadrisetosa ingår i släktet Zenillia och familjen parasitflugor. Inga underarter finns listade i Catalogue of Life.